# Ceraturgus nigripes
Ceraturgus nigripes là một loài ruồi trong họ Asilidae. Ceraturgus nigripes được Williston miêu tả năm 1886.